# Stef Wils
Pour les articles homonymes, voir Wils.
Stef Wils, né le 2 août 1982 à Turnhout en Belgique, est un footballeur international aspirant et entraîneur belge qui joue au poste de défenseur ou de milieu de terrain. Il est l'actuel entraîneur principal du Royal Antwerp FC.

## Biographie

### Carrière en tant que footballeur
Lors de la saison 2006-2007, il quitte le Lierse SK pour le KVC Westerlo où il devient le capitaine de l'équipe.
En janvier 2009, il s'engage avec le KAA La Gantoise.

### Carrière en tant qu'entraîneur
Le 22 juin 2025, Stef Wils est nommé entraîneur principal du Royal Antwerp FC, succèdant au Néerlandais Andries Ulderink, et où il sera assisté dans sa tâche par Faris Haroun.

## Palmarès
- Coupe de Belgique 2010 avec La Gantoise.

## Vie privée
Stef Wils est le frère de Thomas Wils, également footballeur professionnel et entraîneur .